# Compagnie Générale de Navigation sur le lac Léman
La Compagnie générale de navigation sur le Lac Léman abbreviata in CGN è una società anonima specializzata nella navigazione sul lago Lemano.
È conosciuta per la flotta  Belle Époque costituita da battelli a vapore.

## La flotta  Belle Époque

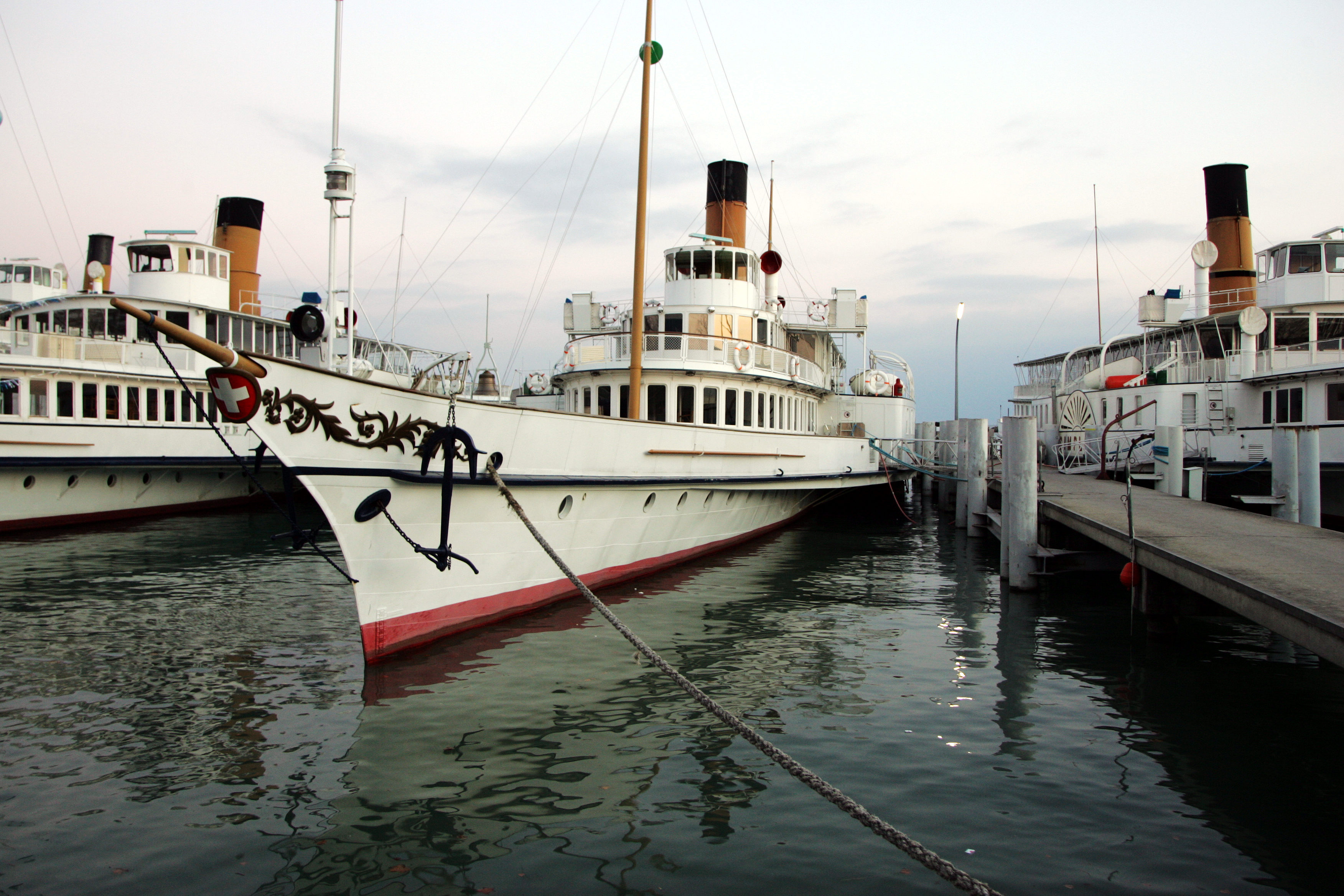
Battelli della flotta Belle Époque

### Attiva

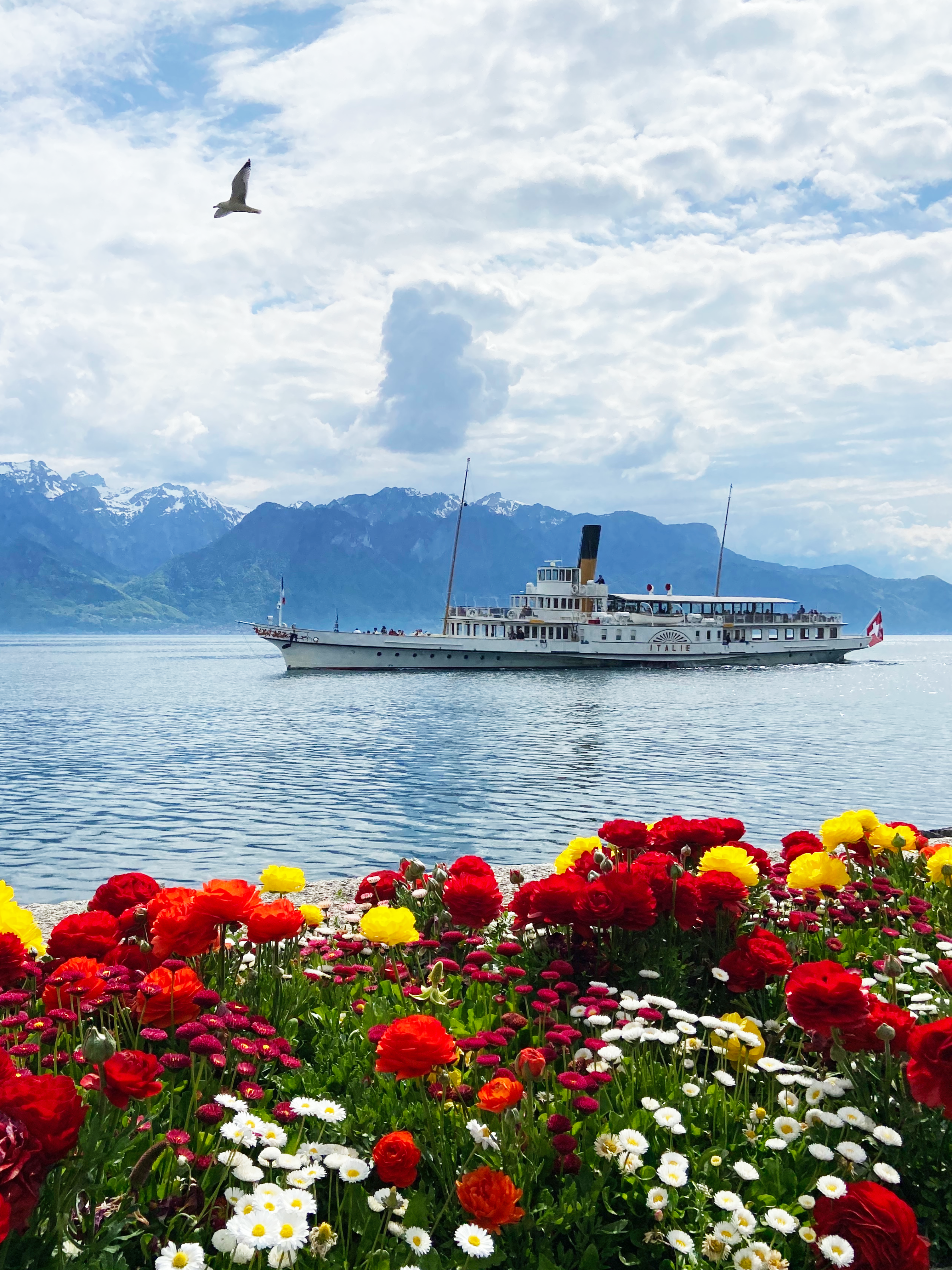
Il battello Italie

- Montreux (1904)
- La Suisse (1910)
- Savoie (1914)
- Simplon (1915-20)
- Vevey (1907)Il battello Italie
- Italie (1908)

### Provvisoriamente in disuso
- Rhone (1927)
- Helvétie    (1926)

### Non più utilizzati

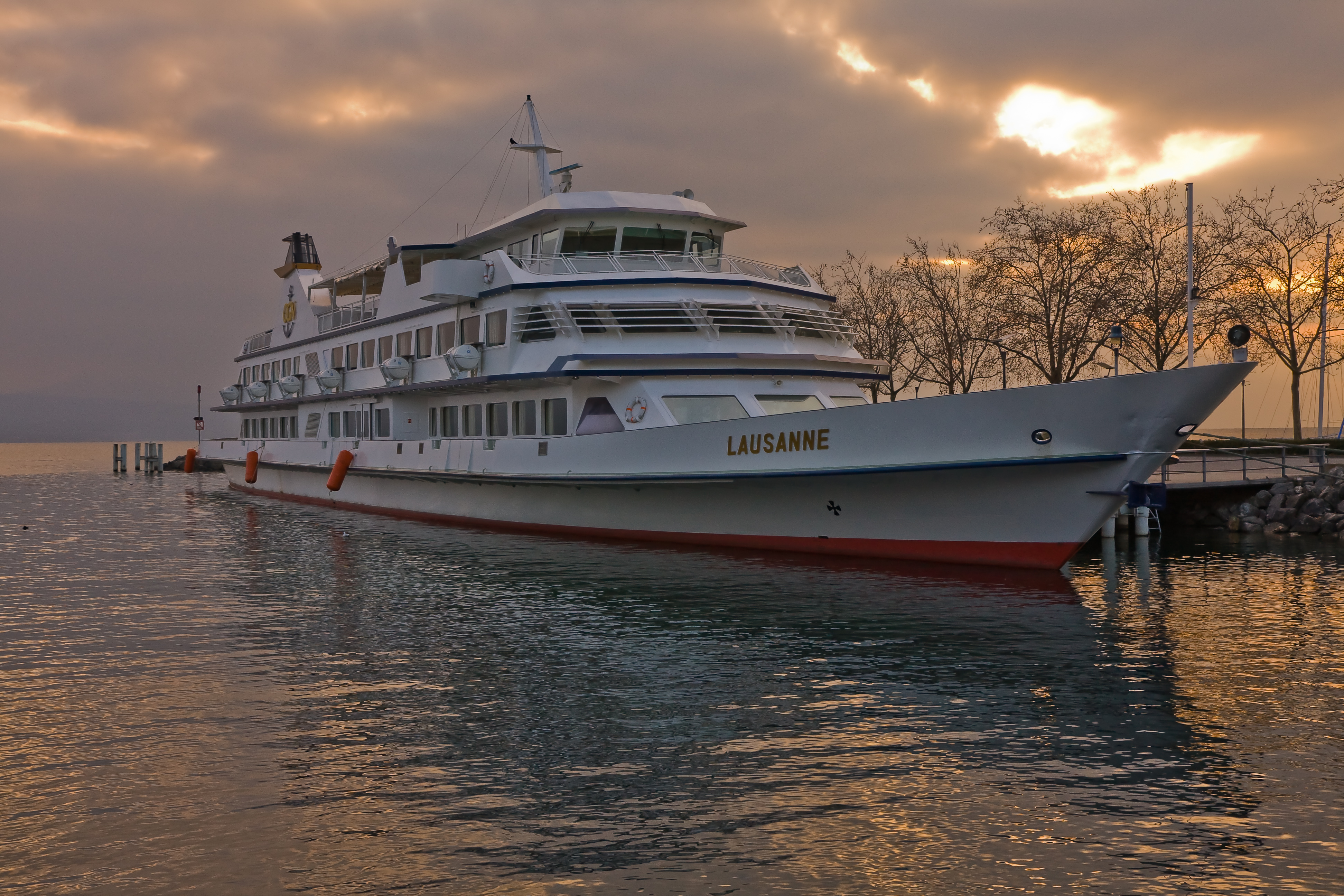
Il nuovo battello Lausanne

- Valais
- Général Dufour
- Genève
- Lausanne Il nuovo battello Lausanne

## Battelli contemporanei
- Henry-Dunant   (1963)
- Général-Guisan   (1964)
- Ville-de-Genève   (1978)
- Lausanne   (1991)
- Léman   (1990)
- Navibus Coppet, Navibus Genève   (2007-07)
- Col Vert   (1960)
- Morges, Lavaux, Valais   (2005-06-08)